# Gut Frogner

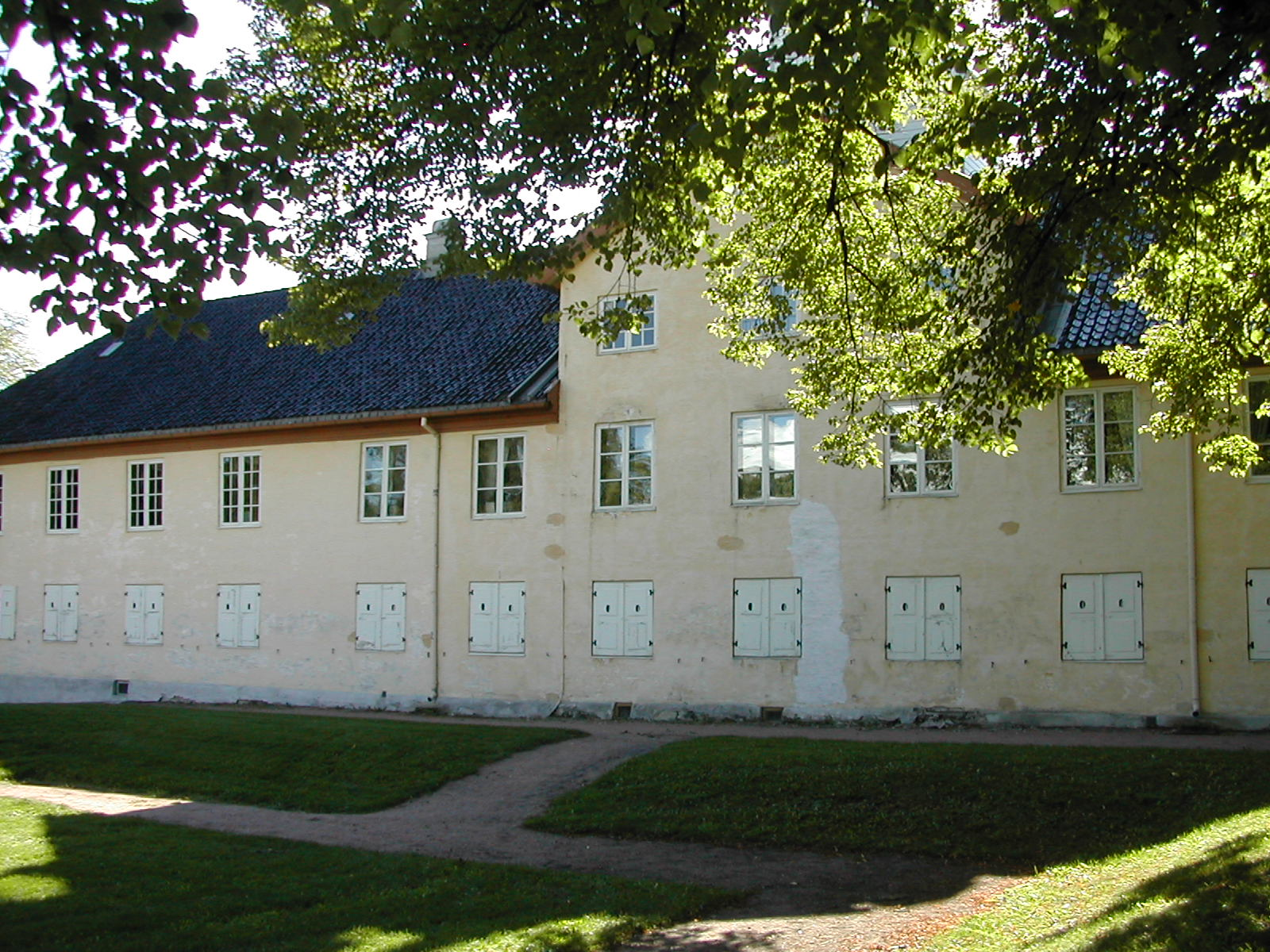
Gut Frogner (2006)

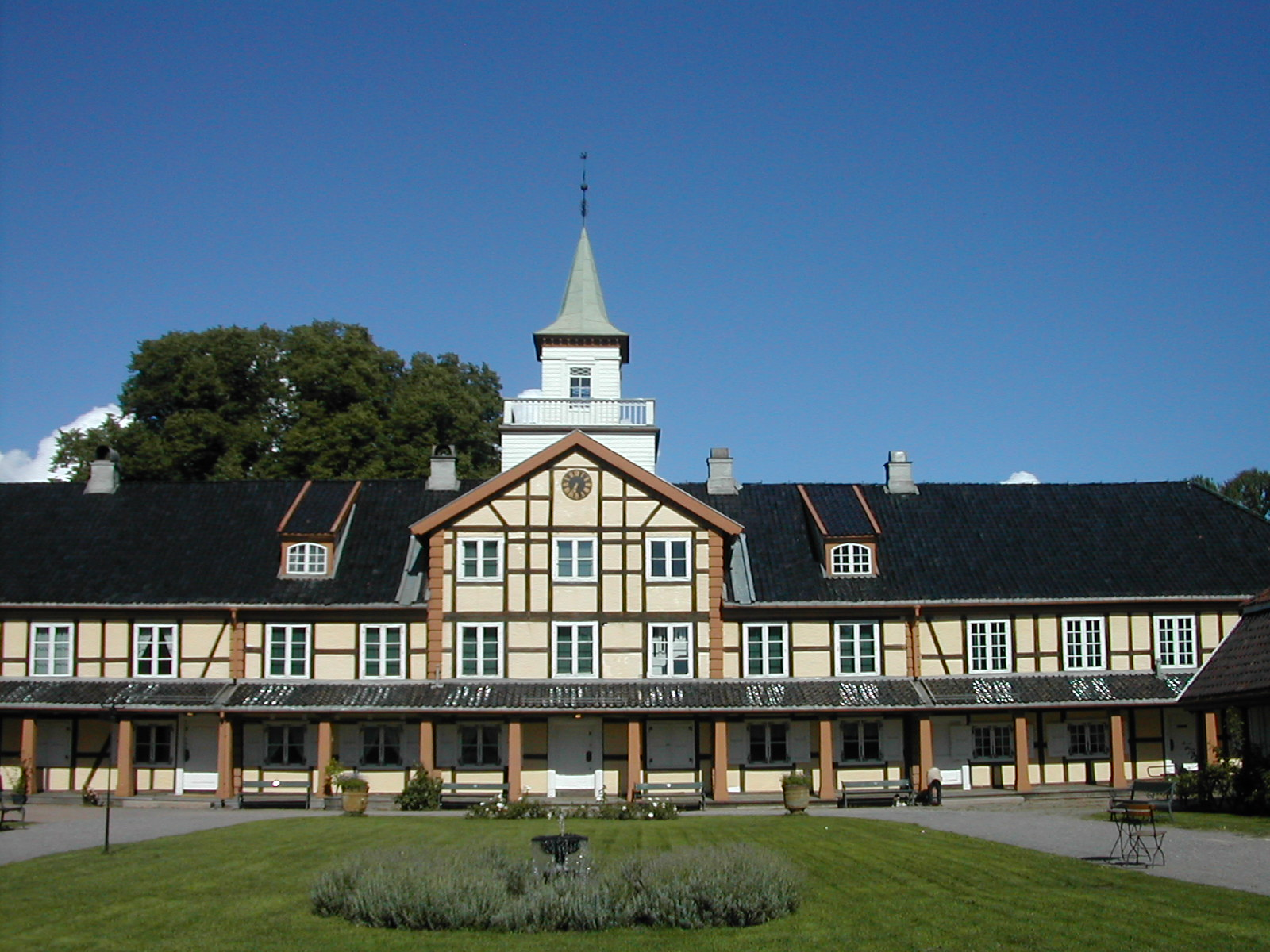
Blick vom Hofplatz auf das Hauptgebäude (2006)

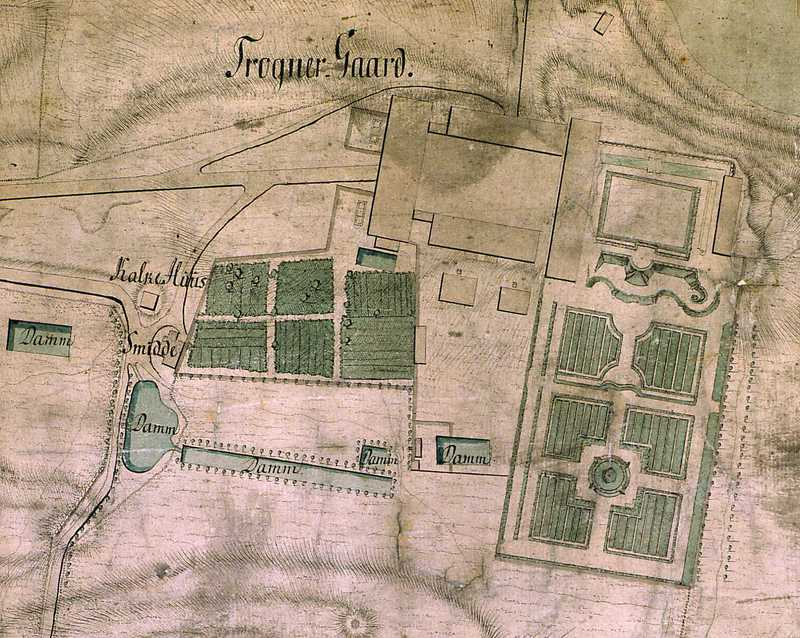
Gut Frogner im Jahr 1791

Das Gut Frogner (norwegisch Frogner Hovedgård) ist ein Gutshof in Oslo, das in dem nach dem Gut benannten Stadtteil Frogner liegt. Es ist einer der ältesten und größten Höfe in Oslo und gehörte im 18. und 19. Jahrhundert reichen Familien wie Anker und Wegner. Zum Gut gehört der Frognerpark, der als einer bekanntesten Parks Norwegens gilt.

## Geschichte
Das ursprüngliche Gut Frogner bestand aus einem zweigeschossigen Holzhaus, das mehr als 300 Jahre alt ist. Es wurde von Bauern betrieben, die dort als Pächter ansässig waren. Im Jahr 1750 kaufte der Ingenieuroffizier Hans Jacob von Scheel den Hof. Da dieser jedoch den herrschaftlichen Ansprüchen nicht genügte, ließ er vor die Wände des Holzhauses Fachwerkwände mit einem Gefacht aus Mauerwerk errichten. Diese Technik stammte aus Scheels Heimatland Dänemark und wurde dort beim Bau von Herrenhäusern eingesetzt. Um das Gut Frogner in ein solches zu verwandeln, fügte er im Westen einen Anbau für einen Saal an, der die Symmetrie des Hauses herstellte. In der Symmetrieachse befand sich die Eingangstür. Um die Symmetrie weiterhin zu unterstützen, ließ er mittig im Dachgeschoss einen weiteren vollgeschossigen Raum quer zur Längsachse errichten. Damit waren die Ansprüche an eine barocke Architektur erfüllt.
Tiefgreifende Veränderungen folgten mit dem neuen Eigentümer Bernt Anker, der ab 1790 auf dem Gut residierte. Anker war derzeit der reichste Bürger der Stadt und einer der reichsten Norwegens. Das Gut Frogner stellte für ihn nur ein Landsitz dar; sein fester Wohnsitz blieb das Stadthaus Paléet bei Bjørvika. Dieses Haus wurde später die königliche Residenz, sie ist heute allerdings nicht mehr erhalten. Der Saal im 1. Obergeschoss war Anker zu klein, deshalb fügte er im Osten einen weiteren Anbau für einen Saal mit einer Größe von 122 m² hinzu. Um die Symmetrie zu wahren, erhielt der Westflügel einen Anbau in gleicher Größe. Beide Anbauten wurden in derselben Fachwerkbauweise erstellt, die Scheel benutzte. Dennoch versuchte Anker die Optik eines reinen, gemauerten Hauses zu imitieren. So wurde das Fachwerk in Richtung des Hofplatzes mit Kalk übertüncht, die Stirnseiten komplett verputzt und im Norden, in Richtung des Parks, mit Mauerwerk verblendet. Zusätzlich wurden an den Ecken nachgebildete Quadersteine angebracht, um den Eindruck eines gemauerten Hauses zu unterstützen.
Um 1910 wurde die Kommune Oslo zum Eigentümer und unternahm größere Instandsetzungsarbeiten, bei denen unter anderem der Putz an den Stirnseiten erneuert wurde. Hauptsächlich wurde das Fachwerk romantisiert und braun gestrichen, damit es sich farblich von den verputzten Mauerflächen abhob. Dies widersprach der Intention Ankers, der eine klassizistische Fassade anstrebte.
Seit 1909 befindet sich auf Initiative von Fritz Holland das Oslo Bymuseum auf dem Hof Frogner.